# As Bruxas de Salém (filme)
The Crucible (bra/prt: As Bruxas de Salém) é um filme norte-americano de 1996 do gênero drama histórico, dirigido por Nicholas Hytner, com roteiro de Arthur Miller baseado em sua peça homônima acerca do julgamento das Bruxas de Salém.

## Sinopse
Em Salem, no fim do século XVII, a jovem Abigail Williams (Winona Ryder) e outras mulheres são acusadas de bruxaria por ter supostamente planejado matar Elizabeth (Joan Allen), mulher do fazendeiro John Proctor (Daniel Day-Lewis), com quem tivera um romance. A notícia causa uma histeria coletiva na aldeia, todos se acusando mutuamente, até que chega um inquisidor para impor a ordem.

## Elenco
- Daniel Day-Lewis como John Proctor
- Winona Ryder como Abigail Williams
- Joan Allen como Elizabeth Proctor
- Paul Scofield como juiz Thomas Danforth
- Bruce Davison como rev. Samuel Parris
- Rob Campbell como rev. John Hale
- Peter Vaughan como Giles Corey
- Karron Graves como Mary Warren
- Charlayne Woodard como Tituba
- Jeffrey Jones como Thomas Putnam
- Frances Conroy como Ann Putnam
- Elizabeth Lawrence como Rebecca Nurse
- George Gaynes como juiz Samuel Sewall
- Mary Pat Gleason como Martha Corey
- Robert Breuler como juiz John Hawthorne

## Recepção
No consenso do agregador de críticas Rotten Tomatoes diz: "Esta adaptação (...) renderiza obedientemente a peça marcante de Arthur Miller na tela com um belo design de produção e performances robustas, se não com a raiva política e a profundidade temática que deram ao drama sua reputação". Na pontuação onde a equipe do site categoriza as opiniões da grande mídia e da mídia independente apenas como positivas ou negativas, o filme tem um índice de aprovação de 69% calculado com base em 62 comentários dos críticos. Por comparação, com as mesmas opiniões sendo calculadas usando uma média aritmética ponderada, a nota alcançada é 7,3/10.

## Prêmios e indicações
| Premiação          | Categoria                | Recipiente      | Resultado                   |
| ------------------ | ------------------------ | --------------- | --------------------------- |
| BAFTA Film Awards  | Melhor ator coadjuvante  | Paul Scofield   | Venceu                      |
| BAFTA Film Awards  | Melhor roteiro adaptado  | (Arthur Miller) | Indicado                    |
| Festival de Berlim | Urso de Ouro             | Nicholas Hytner | Indicado[carece de fontes?] |
| Globos de Ouro     | Melhor atriz coadjuvante | Joan Allen      | Indicado                    |
| Globos de Ouro     | Melhor ator coadjuvante  | Paul Scofield   | Indicado[carece de fontes?] |
| Oscars             | Melhor atriz coadjuvante | Joan Allen      | Indicado                    |
| Oscars             | Melhor roteiro adaptado  | (Arthur Miller) | Indicado                    |
| Satellite Awards   | Melhor ator coadjuvante  | Paul Scofield   | Indicado[carece de fontes?] |
| Satellite Awards   | Melhor atriz coadjuvante | Joan Allen      | Indicado[carece de fontes?] |
| Satellite Awards   | Melhor roteiro adaptado  | (Arthur Miller) | Indicado                    |